# Uprchlík

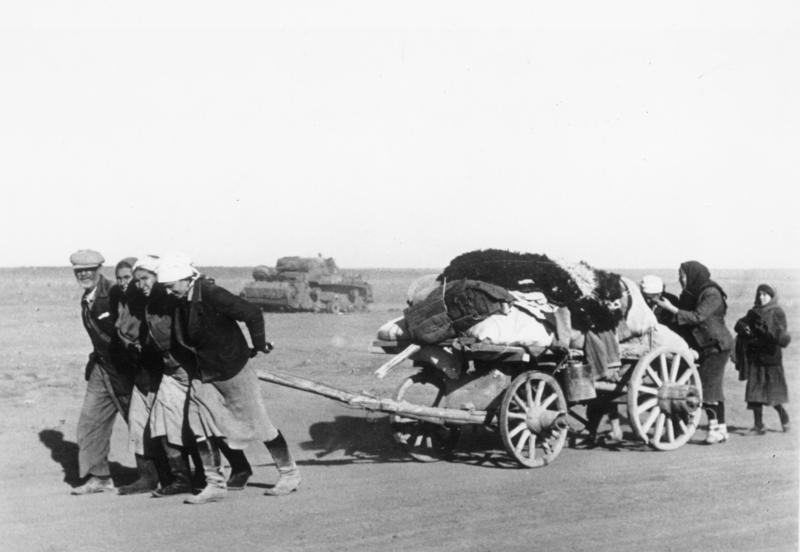
Ruští uprchlíci u Stalingradu (1942)

Uprchlík (také běženec) je člověk, který nedobrovolně opustil svoji rodnou zem nebo stát, kde žil. Uprchlíky lze rozlišovat na politické uprchlíky (utekli kvůli represivnímu režimu ve své zemi), válečné uprchlíky (utekli kvůli válečné situaci ve svojí zemi) nebo ekonomické uprchlíky (utekli za lepším živobytím). 
Podle čl. 1 A. odst. 2 Úmluvy o právním postavení uprchlíků je utečenec chápán jako člověk, kterému bylo přiznáno postavení utečence z důvodu opodstatněné obavy z pronásledování pro rasovou, národnostní nebo náboženskou příslušnost, pro příslušnost k určité sociální skupině nebo proto, že zastává určité politické názory, pro které se nechce nebo nemůže vrátit do státu, ve kterém má své státní občanství, nebo do státu svého posledního trvalého pobytu.

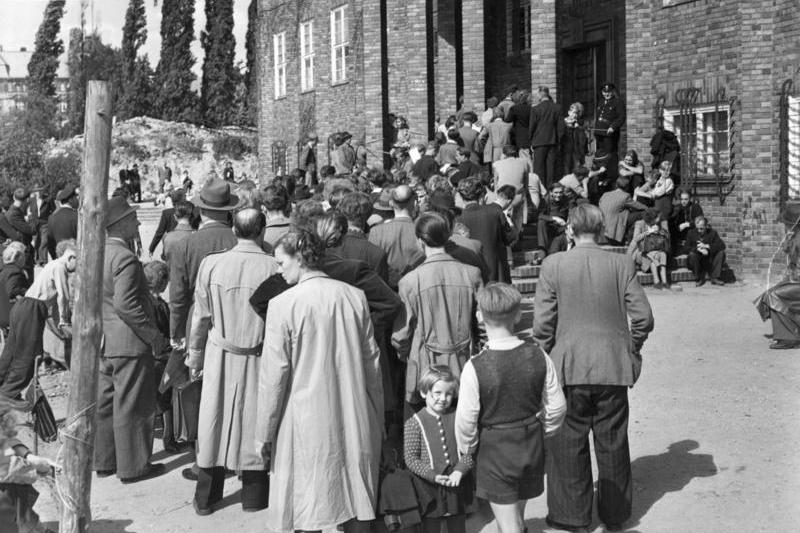
Němečtí utečenci z Východního Berlína, před registračním úřadem.

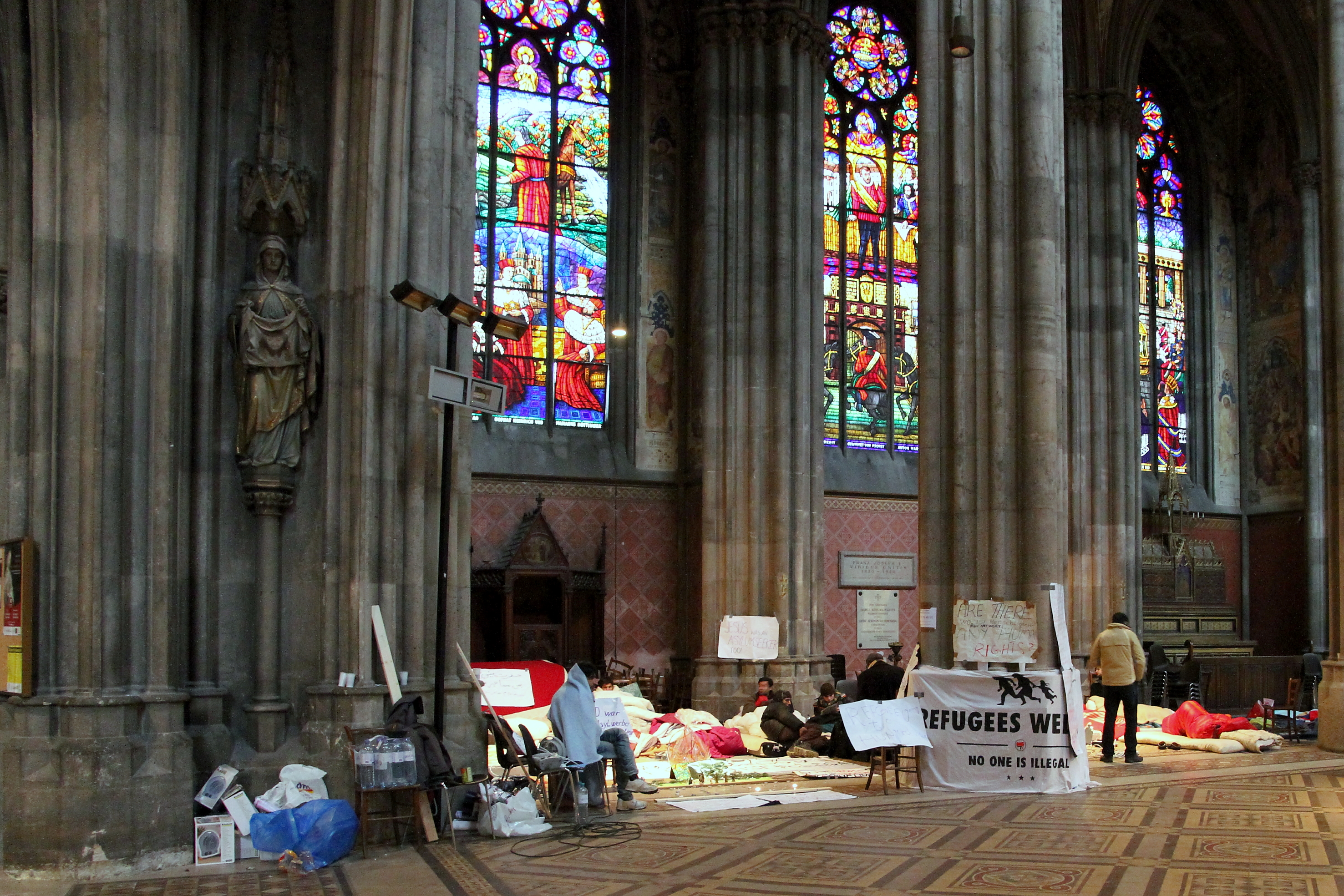
Uprchlíci při protestní akci v roce 2012 obsadili Votivní chrám ve Vídni

## Uprchlík z pohledu práva

### Uprchlík v mezinárodním právu
Základní pilíř současné mezinárodní ochrany uprchlíků tvoří Úmluva o právním postavení uprchlíků (dále Úmluva) z roku 1951 a Protokol týkající se právního postavení uprchlíků (dále Protokol) z roku 1967. Úmluva se nesnaží řešit porušování lidských práv a další příčiny uprchlictví, nýbrž se snaží zmírnit jeho následky a nabízí obětem mezinárodní právní ochranu a další nutnou podporu. Úmluva vysvětluje základní otázky spojené s uprchlictvím. Vysvětluje kdo je uprchlík, jaký druh právní ochrany, jakou další podporu a jaká sociální práva by měly uprchlíkům zaručit smluvní státy Úmluvy. Zásadní ustanovení Úmluvy uvádí, že uprchlíci nesmějí být navráceni do země, kde jim hrozí pronásledování. Úmluva také definuje povinnosti uprchlíků vůči jejich hostitelské vládě a stanoví, že určité kategorie lidí, nemohou získat status uprchlíka. Úmluva a Protokol nacházejí svá základní východiska a oporu v Chartě spojených národů a ve Všeobecné deklaraci lidských práv. Obě tyto deklarace potvrzují zásadu, že všichni lidé mají užívat základního práva a svobody bez diskriminace.

#### Úřad vysokého komisaře OSN pro uprchlíky
V roce 1950 Organizace spojených národů založila Úřad Vysokého komisaře OSN pro uprchlíky (anglicky United Nations High Commissioner for Refugees, zkracováno UNHCR). Úřad celosvětově vede, koordinuje a řeší ochranu uprchlíků. V roce 2014 úřad zaměstnával 8.600 lidí ve více než 125 zemích.

### Uprchlík v českém právu
V roce 2000 nabyla účinnosti nová právní úprava, která zavádí pojem azylant, tedy cizinec, kterému byl udělen azyl, resp. byl mu přiznán status uprchlíka a získal ochranu hostitelského státu.
Radka Jelínková dělí uprchlíky do následujících skupin:
- statutární uprchlík – uprchlík, který splňuje kritéria Ženevské úmluvy z roku 1951 a Protokolu z roku 1967,
- uprchlík de facto – uprchlík, který nemůže nebo nechce získat postavení statutárního uprchlíka,
- uprchlík in orbit – uprchlík, který nemůže nalézt zemi ochotnou poskytnout mu azyl,
- uprchlíci prima facie – uprchlíci, o jejichž uprchlickém statusu bylo rozhodnuto v rámci větší skupiny v situaci rozsáhlého přílivu, aniž by byly žádosti posouzeny jednotlivě,
- mandátoví uprchlíci – uprchlíci, kteří spadají do kompetence UNHCR podle mezinárodního uprchlického práva a
- uprchlík „sur place“ – je osoba, která v okamžiku odchodu ze země nebyla uprchlíkem, stala se jím později v důsledku okolností nastalých v době jeho nepřítomnosti.

#### Zákon o azylu
Zákon o azylu upravuje:
- podmínky vstupu a pobytu cizince, který projeví úmysl požádat Českou republiku o mezinárodní ochranu formou azylu nebo doplňkové ochrany na území České republiky, a pobyt azylanta nebo osoby požívající doplňkové ochrany na území ČR;
- řízení o udělení mezinárodní ochrany formou azylu nebo doplňkové ochrany a řízení o odnětí azylu nebo doplňkové ochrany;
- práva a povinnosti žadatele o udělení mezinárodní ochrany, azylanta a osoby požívající doplňkové ochrany na území;
- působnost Ministerstva vnitra, Ministerstva školství, mládeže a tělovýchovy a Policie České republiky v této oblasti státní správy;
- státní integrační program a
- azylová zařízení.

Hlavní institucí v ČR, která se věnuje uprchlíkům a jejich integraci do společnosti je Ministerstvo vnitra České republiky. Ministerstvo vnitra vytváří národní politiku v péči o uprchlíky a spravuje uprchlické tábory. Za tímto účelem zřídilo ministerstvo Odbor azylové a migrační politiky a Správu uprchlických zařízení.

#### Neziskové organizace a právní otázky uprchlictví
Neziskové organizace pomáhají uprchlíkům a azylantům zorientovat se v právech a povinnostech uprchlíka v ČR a napomáhají tak k rychlejší integraci uprchlíků do společnosti. Ministerstvo vnitra vydává adresář organizací zabývajících se integrací cizinců.

#### Vývoj azylového práva v českém kontextu
Novodobé pojetí azylové politiky v České republice a v jejím právním předchůdci (Československu) bylo do nedávné doby ovlivněno pojetím azylu a emigrace z dob nedávno minulých, sahajících do jiného politického systému. Pavel Uhl uvádí, že v zemích bývalého tzv. východního bloku je problematika azylu v dobrém i ve zlém zatížena historickou zkušeností politické emigrace. Politická emigrace je součástí české historické tradice i díky celým novověkým dějinám od bitvy na Bílé hoře do současnosti. Po tzv. sametové revoluci v roce 1989 se azylová politika rozvíjela v duchu obecné prospěšnosti, ale s postupnou tzv. "profesionalizací" jsou novely azylového zákona charakterizovány zpřísňováním norem. Společným jmenovatelem je omezování procesních práv.

## Politika a uprchlíci

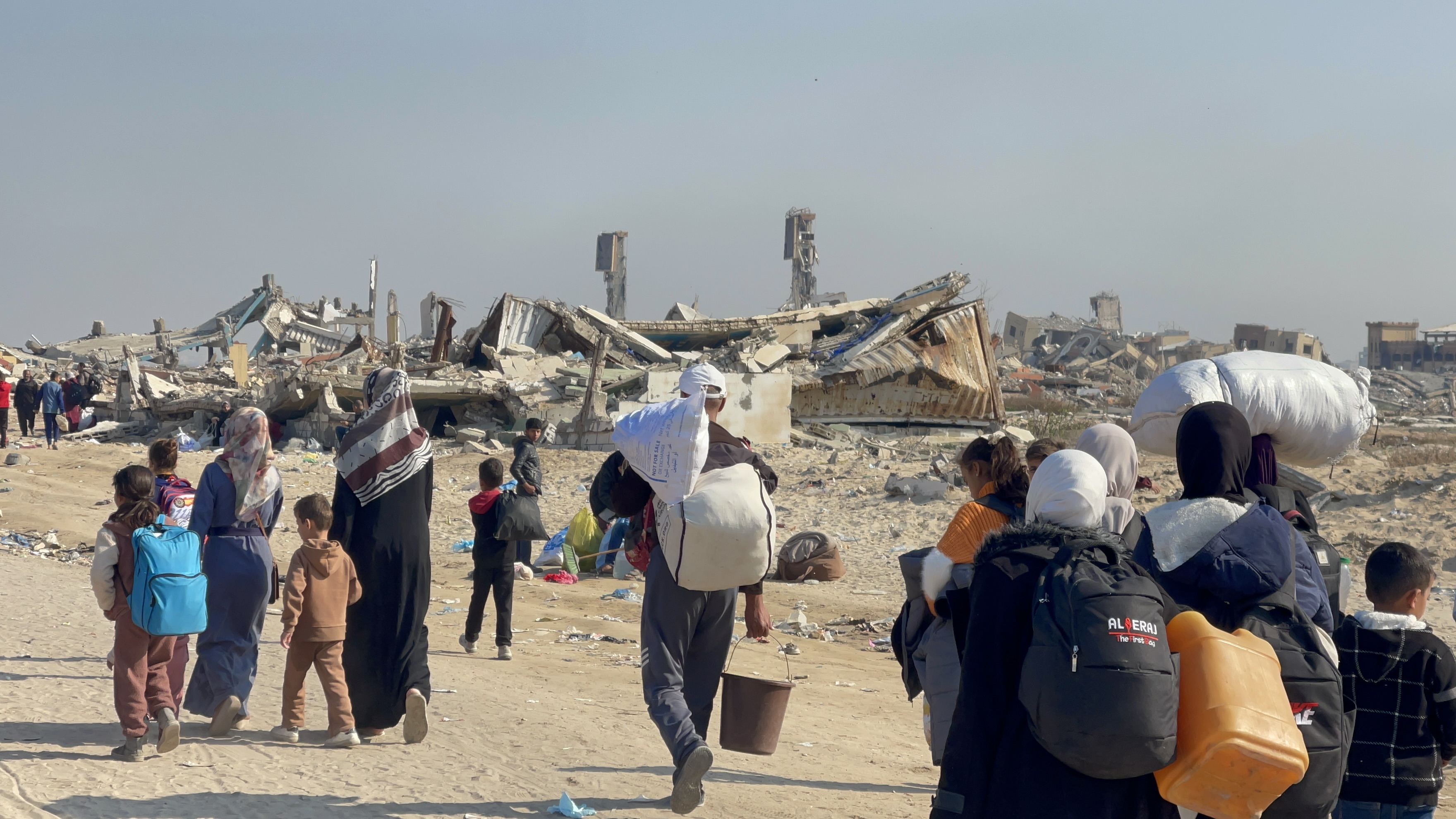
Palestinští uprchlíci v Gaze v lednu 2025

Velké množství uprchlíků bývá sdružováno v uprchlických táborech. Problémem uprchlíků je také to, že se některé státy uzavírají žadatelům o (politický) azyl. Některé státy záměrně ignorují Úmluvu. Přijímání uprchlíků se často stává také klíčovým politickým tématem.

### Organizace zabývající se situací uprchlíků
- Úřad Vysokého komisaře OSN pro uprchlíky (UNHCR), od roku 2005 do roku 2015 zastával funkci Vysokého komisaře bývalý portugalský premiér António Guterres. Od ledna 2016 je Vysokým komisařem pro uprchlíky italský diplomat Filippo Grandi.[10]

## Velké vlny uprchlíků ve 20. a 21. století

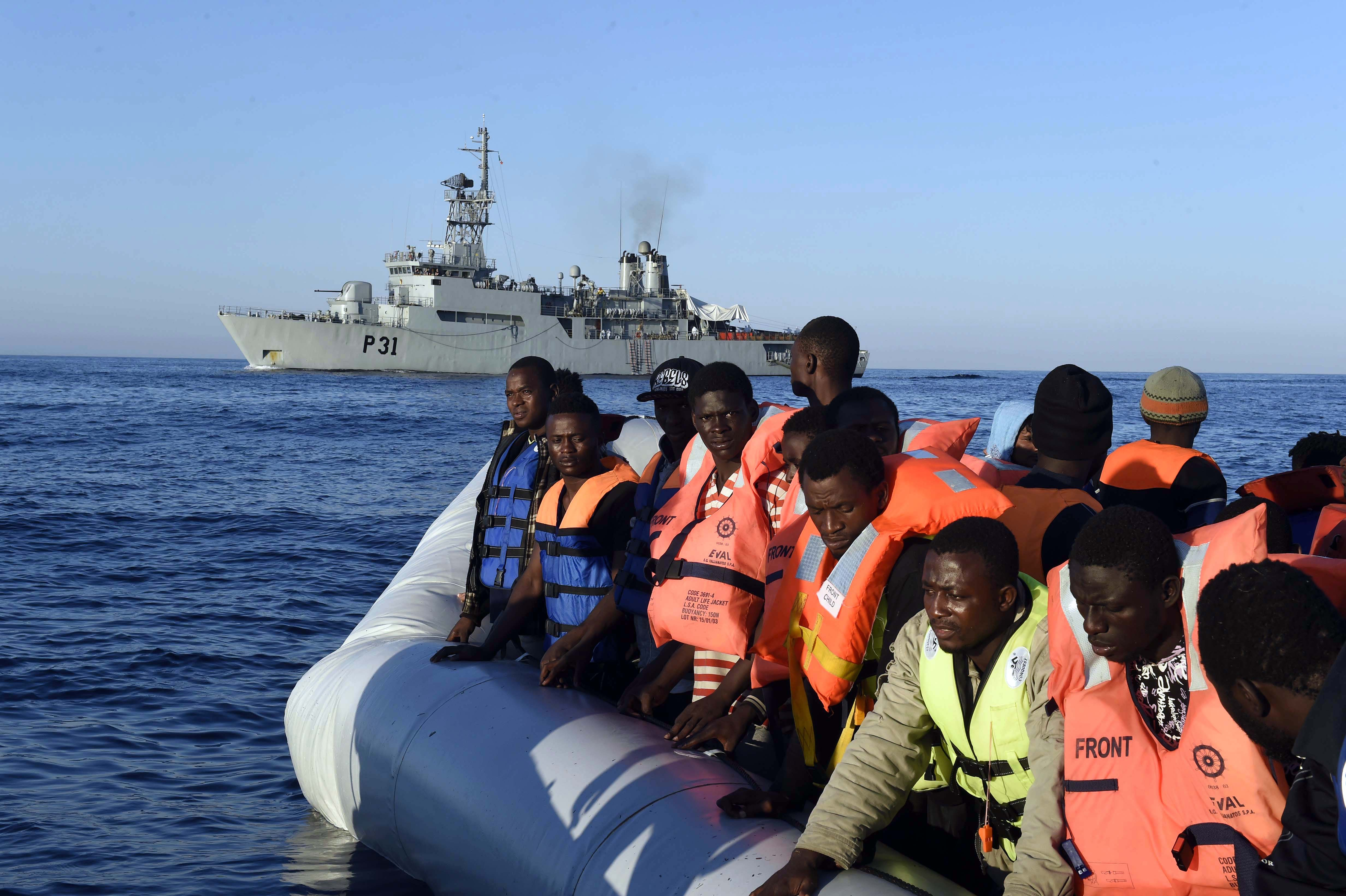
Zachránění uprchlíci ve Středozemním moři jsou dopraveni do Evropy, 28. června 2015

- 1919 – z Turecka bylo vysídleno 1,3 milionů Řeků, včetně starobylé komunity pontských Řeků.
- 1945–1950 – vysídlení Němců z Československa, Polska, Maďarska, Jugoslávie a Rumunska postihlo přibližně 12 milionů etnických Němců.
- 1948 – palestinský exodus z nově vzniklého Izraele.
- 1948–1972 – židovský exodus z arabských zemí.
- 1959 – z Tibetu po násilném obsazení země čínskou armádou utíkají lidé do Indie.
- 1968 – z důvodů intervence sovětských vojsk v ČSSR uteklo mnoho obyvatel země.
- 1979 – Sovětská válka v Afghánistánu vyhnala 6,5 milionů lidí do Íránu a Pákistánu.[11]
- 1992 – z Bosny a Hercegoviny utekli obyvatelé do Rakouska, Německa a Turecka.
- 2003 – z Dárfúru (západní Súdán) utíkají tisíce lidí před útoky arabských milicí.
- 2003 – válka v Iráku po americké invazi vyhnala do okolních států přes 2 miliony Iráčanů.[12] Sektářské násilí se týkalo všech náboženských skupin, vysoké procento uprchlíků z Iráku tvořili iráčtí křesťané.[13]
- 2014 – nejvíce uprchlíků je z Palestiny, Afghánistánu a Sýrie.[14] Válka na východní Ukrajině vyhnala ze svých domovů do září 2014 přes 1 milion lidí. Většina ukrajinských uprchlíků mířila do Ruska.[15]Ukrajinští uprchlíci na hranici s Rumunskem 5. března 2022

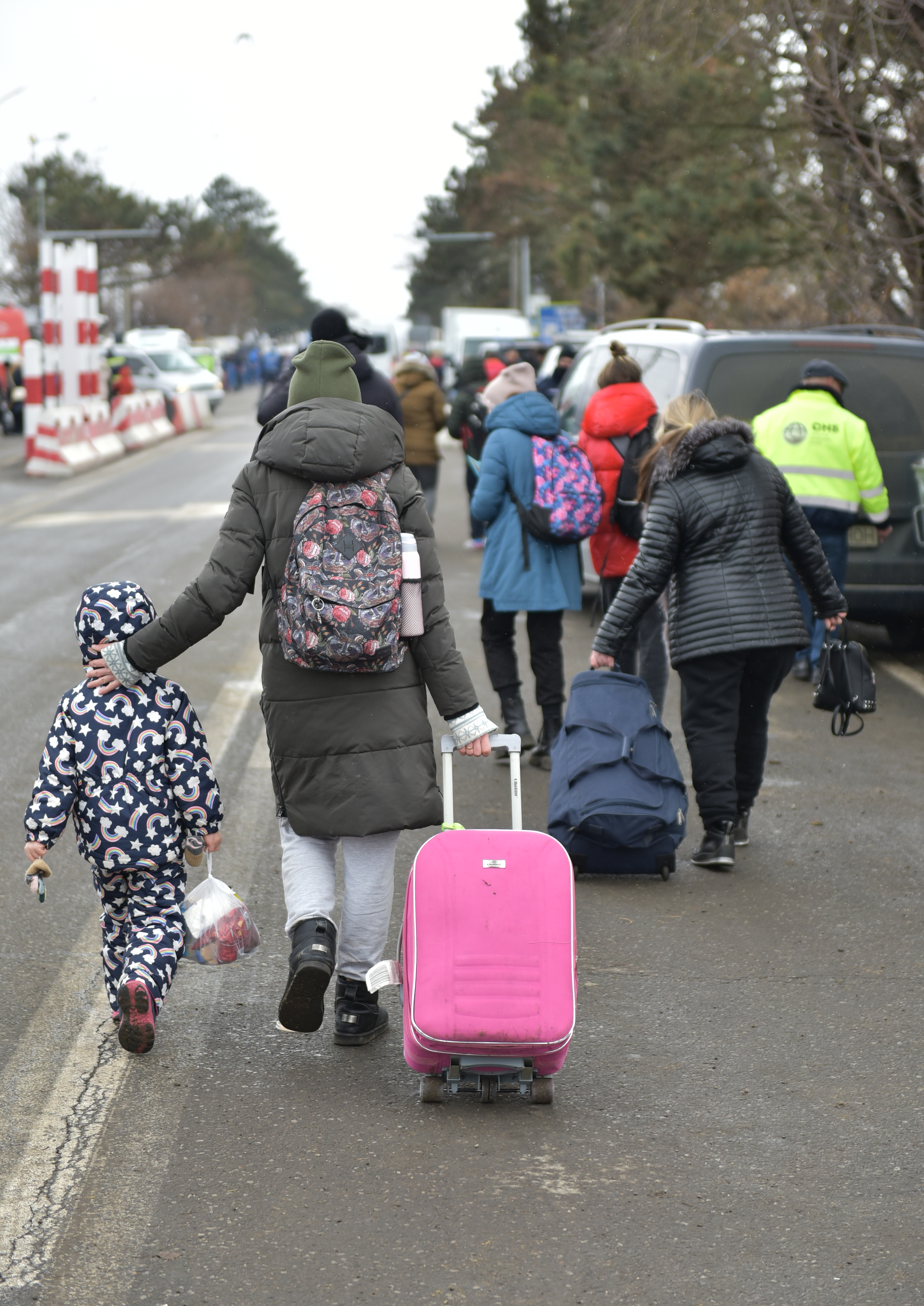
Ukrajinští uprchlíci na hranici s Rumunskem 5. března 2022

- 2015 a 2016 – ze zemí severní Afriky, Sýrie, Afghánistánu, Iráku, Eritreje, Somálska, Pákistánu a dalších zemí utíkají lidé do západní a severní Evropy, zejména do Německa, Švédska, Francie a Velké Británie, mimo jiné před ozbrojeným konfliktem s teroristickou organizací Islámský stát a nevyhovujícími životními podmínkami.
- 2022 – Ruská invaze na Ukrajinu způsobila v Evropě největší uprchlickou vlnu od konce druhé světové války. Podle údajů UNHCR z dubna 2025 bylo v Evropě evidováno 6,3 milionu ukrajinských uprchlíků, z toho nejvíc v Polsku. V Česku bylo ke konci roku 2024 přibližně 350 tisíc válečných uprchlíků z Ukrajiny.[16] Mezi ukrajinskými uprchlíky převládaly ženy a děti, protože muži ve věku 18 až 60 let měli od začátku invaze zákaz opustit Ukrajinu.[17]

## Klimatický uprchlík
Světová banka v roce 2019 odhaduje, že do roku 2050 bude v důsledku změn klimatu v nejhorším scénáři 216 milionů interních klimatických uprchlíků (v rámci státu). V rámci ČR jich bude minimálně. V optimistickém scénáři 44 milionů.